# Palm Dog Award

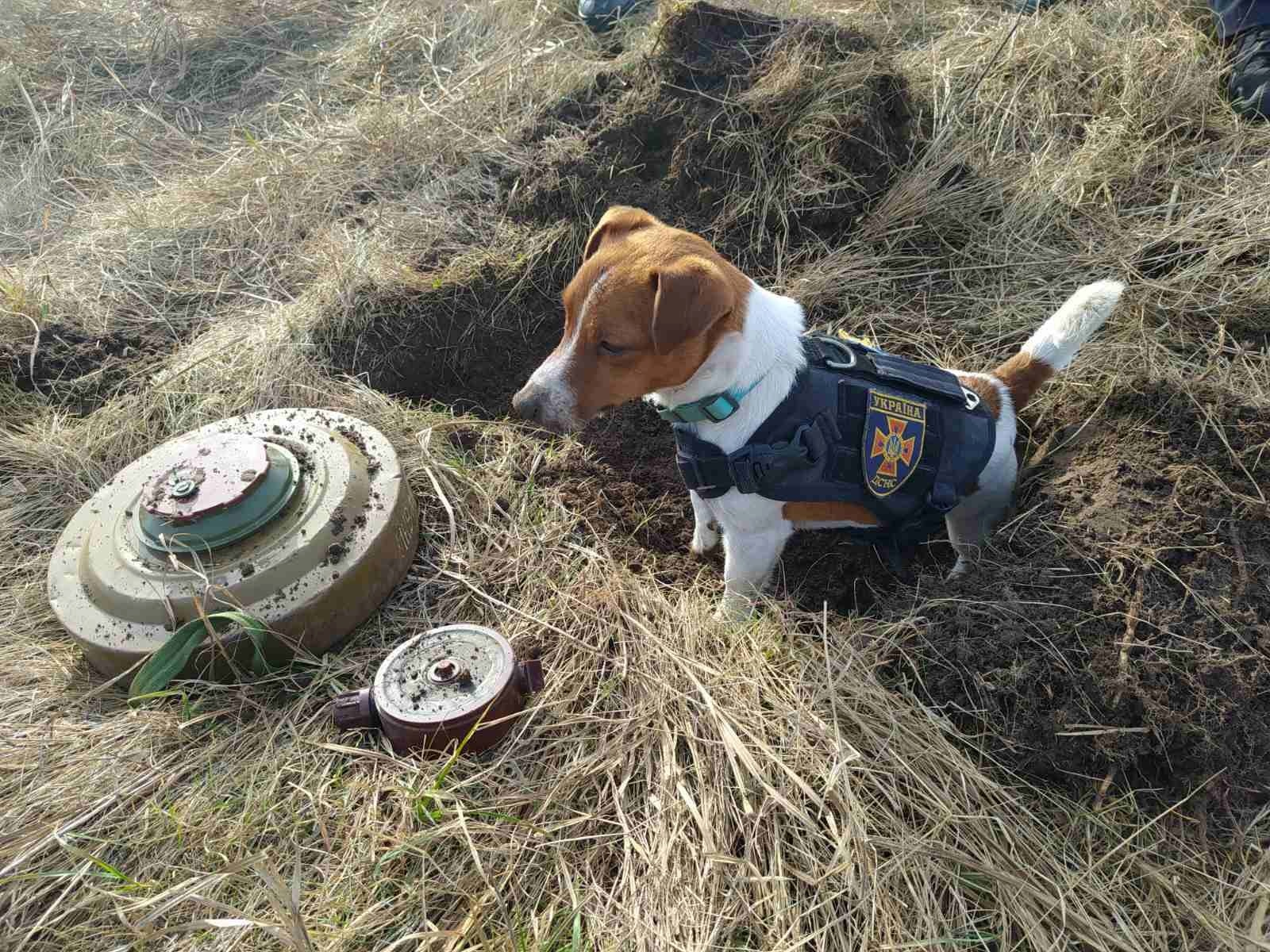
Minenspürhund Patron im März 2022

Der Palm Dog Award ist eine Auszeichnung für Hunde, die in Filmen mitgespielt haben, seien es reale Hunde oder aus Zeichentrickfilmen. Mit ihm wird jährlich bei den internationalen Filmfestspielen von Cannes der beste Filmhund ausgezeichnet. Sein Name erinnert phonetisch an die dort ebenfalls verliehene Palme d’or. Der Preis wurde 2001 von Toby Rose ins Leben gerufen.

## Verleihungen
- 2011 ist der bisher wohl bekannteste Preisträger ausgezeichnet worden: der Jack-Russell-Terrier Uggie.
- 2016 wurde die Englische Bulldogge Nellie postum für ihre Performance in Jim Jarmuschs Film Paterson mit dem Palm Dog Award ausgezeichnet.[2]
- 2021 sind die Preisträger die Spaniel Dora, Rosie und Snowbear, die Tilda Swinton gehören und im Film The Souvenir Part II zu sehen sind.[3]
- 2022 ging der Preis an den Pudel Brit, der im Film War Pony mitgespielt hatte, außerdem wurde dem Jack-Russell-Terrier und ukrainischen Minenspürhund Patron für das Entdecken zahlreicher Minen im Ukrainekrieg ein Ehrenpreis verliehen.[4]
- 2023 gewann Border Collie Messi die Auszeichnung in dem regulär mit der Goldenen Palme ausgezeichneten Justizdrama Anatomie eines Falls.[5]
- 2024: Kodi in Hundschuldig; Großer Jurypreis: Xin in Black Dog – Weggefährten[6]